# Naturdenkmal Felsklippen westlich der Sauerlandklinik
Das Naturdenkmal Felsklippen westlich der Sauerlandklinik mit einer Größe von 2,1 ha liegt nördlich von Hachen im Stadtgebiet von Sundern (Sauerland). Das Gebiet wurde 1993 mit dem Landschaftsplan Sundern durch den Hochsauerlandkreis als Naturdenkmal (ND) ausgewiesen.